# Lãnh thổ Iowa
Lãnh thổ Iowa (tiếng Anh: Territory of Iowa) từng là một lãnh thổ hợp nhất có tổ chức của Hoa Kỳ, tồn tại từ ngày 4 tháng 7 năm 1838 cho đến ngày 28 tháng 12 năm 1846 khi phần đông nam của lãnh thổ được phép gia nhập vào liên bang để trở thành tiểu bang Iowa. Phần lãnh thổ còn lại không có chính quyền lãnh thổ cho đến khi Lãnh thổ Minnesota được tổ chức ngày 3 tháng 3 năm 1849.

## Lịch sử

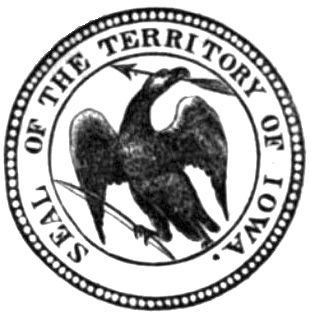
Con dấu ấn của Lãnh thổ Iowa

Phần lớn khu vực này có nguồn gốc là một phần đất của vùng đất mua Louisiana và từng là một phần đất của Lãnh thổ Missouri. Khi Missouri trở thành tiểu bang năm 1821, khu vực này (cùng với Nam và Bắc Dakota) hiển nhiên trở thành lãnh thổ chưa tổ chức. Khu vực này bị ngăn cấm không cho người định cư da trắng đến đây cho đến thập niên 1830 sau khi Chiến tranh Black Hawk kết thúc. Nó được nhập vào Lãnh thổ Michigan ngày 28 tháng 6 năm 1834. Tại một phiêu họp phụ của Nghị viện Michigan lần thứ sáu tổ chức vào trong tháng 9 năm 1834, Địa khu Iowa được chia thành hai quận với đường phân định chạy về hướng tây từ phần hạ của Đảo Rock trong sông Mississippi. Lãnh thổ nằm phía bắc của đường phân định (bắt đầu từ phía nam của thành phố Davenport ngày nay) được đặt tên là Quận Dubuque. Tất cả phần còn lại ở phía nam được đặt tên là Quận Demoine. Khi Michigan trở thành một tiểu bang vào năm 1836, khu vực này trở thành Địa khu Iowa phía tây của Lãnh thổ Wisconsin—vùng phía tây của sông Mississippi.
Các ranh giới ban đầu của lãnh thổ được thiết lập vào năm 1838 gồm có Minnesota và các phần đất của Nam và Bắc Dakota, có tổng diện tích đất khoảng 194.000 dặm vuông Anh (500.000 km2).
Burlington được chọn là thủ phủ tạm thời. Iowa City sau đó được đặt làm thủ phủ lãnh thổ chính thức vào năm 1841.

## Chính quyền

### Thổng đốc Lãnh thổ Iowa
- Robert Lucas được bổ nhiệm 1838.
- John Chambers được bổ nhiệm 1841.
- James Clarke được bổ nhiệm 1845.

### Ngoại vụ Lãnh thổ Iowa
- William B. Conway, được bổ nhiệm 1838; chết đang tại chức vào tháng 11 năm 1839.
- James Clarke, được bổ nhiệm 1839.
- O.H.W. Stull, được bổ nhiệm 1841.
- Samuel J. Burr, được bổ nhiệm 1843.
- Jesse Williams, được bổ nhiệm 1845.

### Đại biểu quốc hội Hoa Kỳ
- William W. Chapman, 1838–1840
- Francis Gehon, "được bầu bất thường" năm 1839 nhưng chưa từng phục vụ trong vai trò đại biểu
- Augustus C. Dodge, 1840–1846